# Капучу (Каљари)
Капучу је насеље у Италији у округу Каљари, региону Сардинија.
Према процени из 2011. у насељу је живело 25 становника. Насеље се налази на надморској висини од 122 м.